# Penepodium
Penepodium Menke, 1976 è un genere di insetti apoidei appartenente alla famiglia Sphecidae.

## Tassonomia
Il genere è formato da 22 specie:
- Penepodium albovillosum (Cameron, 1888)
- Penepodium brasiliense (Schrottky, 1903)
- Penepodium complanatum (F. Smith, 1856)
- Penepodium distinguendum (Kohl, 1902)
- Penepodium egregium (de Saussure, 1867)
- Penepodium fallax (Kohl, 1902)
- Penepodium foeniforme (Perty, 1833)
- Penepodium fumipenne (Taschenberg, 1869)
- Penepodium gorianum (Lepeletier de Saint Fargeau, 1845)
- Penepodium haematogastrum (Spinola, 1851)
- Penepodium hortivagans (Strand, 1910)
- Penepodium junonium (Schrottky, 1903)
- Penepodium latro (Kohl, 1902)
- Penepodium luteipenne (Fabricius, 1804)
- Penepodium mocsaryi (Kohl, 1902)
- Penepodium pauloense (Schrottky, 1903)
- Penepodium princeps (Kohl, 1902)
- Penepodium romandinum (de Saussure, 1867)
- Penepodium spretum (Kohl, 1902)
- Penepodium taschenbergi (Kohl, 1902)
- Penepodium triste (Kohl, 1902)
- Penepodium viduatum (Kohl, 1902)